# OGLE-2019-BLG-0960Lb
OGLE-2019-BLG-0960Lb es un exoplaneta descubierto en enero de 2021 mediante microlente gravitacional. Tiene aproximadamente el doble de masa que la Tierra, lo que lo convierte en una supertierra. En el momento del descubrimiento, era el planeta con la relación de masa más baja detectado mediante microlente; es decir, el planeta menos masivo en relación con la masa de su estrella anfitriona. Su estrella anfitriona, OGLE-2019-BLG-0960L, tiene una masa de entre 0.3 y 0.6 M☉.